# Mercedes-Benz F 300 Life Jet
La Mercedes-Benz F 300 Life Jet était un concept car à trois roues de Daimler-Benz présenté au Salon de l'automobile de Francfort (IAA) de 1997.

## Historique
Après un essai routier le 23 décembre 1995 avec un véhicule d'essai au Hockenheimring, Mercedes-Benz a développé la F 300 pour en faire un véhicule d'exposition proche de la production pour l'IAA de 1997. Le véhicule est resté unique. Il a ensuite été exposé pendant un certain temps au musée Mercedes-Benz.

## Construction

### Moteur et transmission
Un moteur essence à quatre temps de 4 cylindres et 1,6 litre avec une transmission manuelle à 5 vitesses à commande électro-hydraulique et une boîte de vitesses séquentielle entraînait la roue arrière via une courroie crantée. Le moteur de 75 kW provenait de la Classe A de Mercedes-Benz.

### Châssis
Le contrôle actif du roulis («Active Tilt Control», ATC en abrégé) contrôlait l'inclinaison des roues avant et de la cabine à traction arrière jusqu'à un angle d'inclinaison maximum de 30 degrés. Il se compose d'une pompe hydraulique, d'un vérin capteur d'inclinaison et de deux arbres de levier qui, si nécessaire, déplacent les points de pivotement supérieurs des unités ressort-amortisseur inclinées. La valeur cible de l'inclinaison est calculée à partir de la vitesse de conduite, de l'accélération latérale et de l'angle de braquage.
L'Active Tilt Control a été développé pour devenir un système appelé Active Body Control, qui pouvait être commandé pour la nouvelle Mercedes Classe S (Mercedes-Benz W220) en 1999.

### Carrosserie
La carrosserie biplace était en aluminium et pesait 89 kilogrammes.